# Křesťanské společenství
Křesťanské společenství (polsky Społeczność Chrześcijańska, německy Christliche Gemeinschaft) je probuzenecký spolek, působící v luterské církvi na Těšínsku.
Spolek byl založen v důsledku duchovního probuzení v roce 1906. Po rozdělení Těšínska roku 1920 působil nadále jak na území Polska, tak i na území Československa.

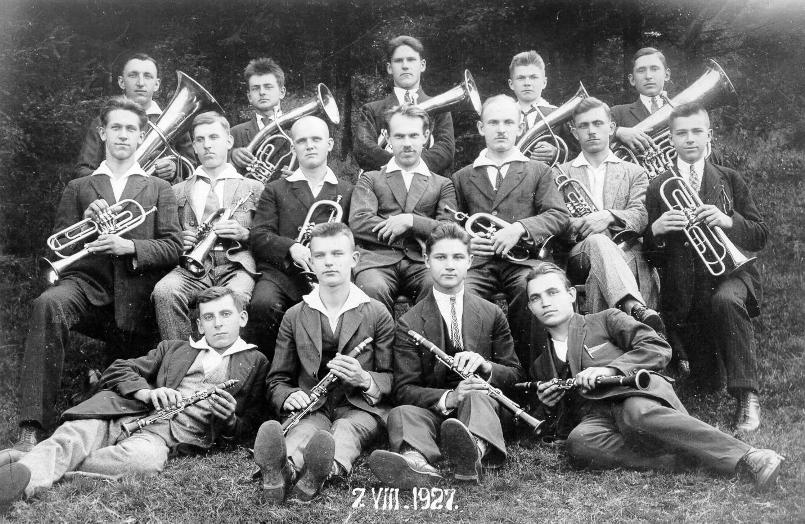
Dechový orchestr Křesťanského společenství v Oldřichovicích

Německá větev spolku v ČSR byla evidována roku 1923; polská větev spolku v ČSR se organizačně ustavila roku 1927; sídlo měla zpočátku ve Stonavě, následně v Českém Těšíně.
Na území Československa bylo Křesťanské společenství nuceno svou činnost ukončit v roce 1950. Nadále však fungovalo v ilegalitě pod vedením pastora Vladislava Santaria. Roku 1990 spolek obnovil svou činnost jako občanské sdružení pod názvem Křesťanské společenství – Społeczność Chrześcijańska (KS-SCh); v letech 2009–2014 měl název Křesťanské společenství, o. s. a od roku 2014 nese oficiální název Křesťanské společenství, z. s.